# جونا غولدبرغ
جونا غولدبرغ (بالإنجليزية: Jonah Goldberg)‏ هو صحفي أمريكي، ولد في 21 مارس 1969 في نيويورك في الولايات المتحدة.

## وصلات خارجية
- جونا غولدبرغ على موقع IMDb (الإنجليزية)
- جونا غولدبرغ على موقع إن إن دي بي (الإنجليزية)